# Stir (渋谷すばるの曲)
『Stir』（ステア）は、渋谷すばるの楽曲。2022年12月7日にWorld artから5作目の配信限定シングルとして配信リリースされた。

## 概要
- 前作『これ』から約1か月振りのリリース。
- 4か月連続[注 1]配信限定シングルリリースの第4弾[1][2][3]。
- 本曲の作詞・作曲・編曲は全て渋谷自身が担当している[4]。
- 本曲は、4つ打ちのビートとディレイ系のディストーションを使用するなど、自身のこれまでの楽曲とはテイストが異なり、シンセサイザーを使用したダンスチューンとなっている[5][6]。
- 自身のライブツアー『渋谷すばる LIVE TOUR 2022 二歳と1328日』でライブ初披露された[7][8]。
- 2023年8月16日に発売された1stミニアルバム『ALPACA 5』で、本曲がCDに初収録された[9][10][11][12][13][14][5]。

## 制作
本曲は、翌月に配信リリースした「ないしょダンス」の様な自身が得意とするロックンロールではなく、意識的に「今までにやった事が無い感じの曲を作ってみよう」という考えから、シンセサイザーを使用して制作したという。そのため、4つ打ちのビートとディレイ系のディストーションを使用したダンスチューンとなっている。
楽曲を制作する際は常にライブを意識しているというが、それでも曲調が異なるのは切り取ってる場面が違い、「ライブのこういうシーンで聴かせたい」という場面が異なる事だという。本曲の場合はこれまで自身の楽曲の中であまり無かった「何も考えずに体が動いてしまう様な踊れる曲」として、「お客さんがちょっと体を動かしてくれたら良いな」「あわよくば踊って欲しいな」というイメージで制作された。また、本曲の制作がライブツアー『渋谷すばる LIVE TOUR 2022 二歳と1328日』の開幕前だったため、「ツアーで何曲目にやりたいな」とセットリストを意識しながら制作していたという。
自身は2022年9月から2023年1月にかけて、本曲を始めとした配信限定シングルを5作連続でリリースしたが、「配信で1曲ずつリリースする」という事に対して、「アルバムという考え方が嫌」という事ではなく、リスナーがアルバム単位で聴くよりも、楽曲が流れて来て気になった楽曲を「良いなこの曲、ちょっと聴いてみようかな」という感覚で気軽に聴く風潮が出来てると感じており、「（変化する時代の）良い所はどんどん使った方が良いのではないか」と考え、このリリース形態になったという。
また、円盤でのフィジカルリリースだと「出来立てホヤホヤをすぐにリリースする」というタイム感では出来ないため、「熱の高い時期にどんどん出していってみようかな」という考えに至ったといい、渋谷自身の中でも1つの挑戦だったという。一方で、1stミニアルバム『ALPACA 5』で本曲がCD初収録となる際には、「配信だけじゃなく、（CDとして）手に取ってもらえたら嬉しい」「そこでまた楽しんでもらえるのが一番良い」とも語っている。

## プロモーション
- 2022年9月14日 - 11月6日、ライブツアー『渋谷すばる LIVE TOUR 2022 二歳と1328日』でライブ初披露された[7][8]。
- 同年11月22日、4か月連続リリース[注 1]の第4弾として本曲の配信リリースを発表し、ジャケット写真も共に解禁された[1][2]。
- 同年12月7日、本曲が配信限定シングルとしてリリースされた[1][2]。
- 2023年8月16日、1stミニアルバム『ALPACA 5』にて、本曲がCD初収録された[9][10][11][12][13][5][14]。

## 収録曲
1. Stir - [3:17]
作詞・作曲・編曲：渋谷すばる

## 収録作品

### アルバム
- 1stミニアルバム『ALPACA 5』